# Каменка (Кытмановский район)
Каменка — село в Кытмановском районе Алтайского края. Входит в состав Семёно-Красиловского сельсовета.

## География
Расположено в северо-восточной части района, на берегах реки Каменки. Абсолютная высота — 230 метров над уровнем моря.

## История
Основано в 1727 году. До революции административно село относилось к Уксунайской волости Кузнецкого уезда Томской Губернии. В 1926 году в селе имелось 194 хозяйства и проживало 1146 человек (545 мужчин и 601 женщина). В национальном составе населения того периода преобладали русские. Действовала школа I ступени. В административном отношении являлось центром Каменского сельсовета Верх-Чумышского района Барнаульского округа Сибирского края.

## Население
| 1926 | 1997 | 1998 | 1999 | 2000 | 2001 | 2002 | 2003 | 2004 | 2005 |
| ---- | ---- | ---- | ---- | ---- | ---- | ---- | ---- | ---- | ---- |
| 1146 | ↘341 | ↘330 | ↘323 | ↘315 | ↗336 | ↘288 | ↘257 | ↗289 | ↘245 |
| 2006 | 2007 | 2008 | 2009 | 2010 | 2011 | 2012 | 2013 |      |      |
| ↘239 | ↘229 | ↘221 | ↘212 | ↘188 | ↘187 | ↘174 | ↗177 |      |      |

Национальный состав
Согласно результатам переписи 2002 года, в национальной структуре населения русские составляли 98 %.